# Feuille de personnage

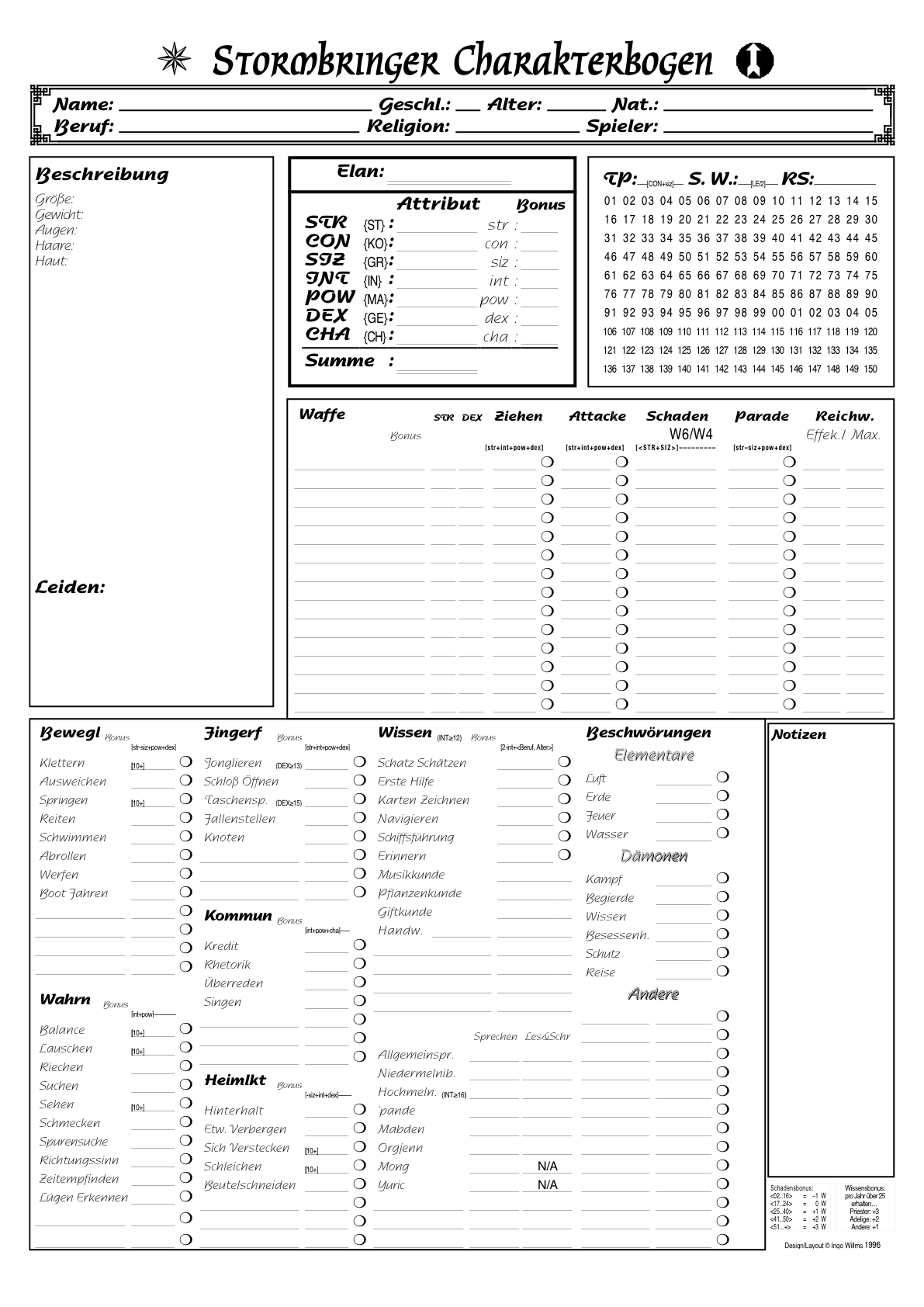
Exemple de feuille de personnage, en allemand, pour le jeu de rôle Stormbringer.

En jeu de rôle sur table, une feuille de personnage, ou fiche de personnage, est un document décrivant un personnage-joueur ou un personnage non-joueur. Il s'agit en général d'une feuille de papier ou d'un document électronique (feuille dématérialisée, en particulier pour les parties virtuelles), mais sa fonction peut être remplie par d'autres types d'objets matériels, typiquement des cartes (dans le sens cartes à jouer) ou des compteurs (dispositifs affichant une valeur, un état).

## Caractérisation
C'est un accessoire de jeu qui représente un certain nombre d'éléments concernant le personnage. Ron Edwards distingue trois types d'éléments :
- des actionneurs (anglais : effectiveness), c'est-à-dire des éléments décrivant la manière dont le personnage peut agir sur le monde fictionnel : typiquement des caractéristiques, des compétences, le matériel qu'il possède ;
- des jauges, des ressources (anglais : resources), c'est-à-dire ce qu'il peut « dépenser » pour provoquer des effets, ce qu'il peut gagner ou perdre : typiquement des points de vie ou d'endurance, points de destin…
- des éléments diégétiques, des « postures » (anglais : positionning) : métier, caractère…

La feuille peut aussi contenir des éléments d'ambiance et d'immersion (illustration, texte descriptif) et des rappels de règle.
Cette catégorisation des éléments est perméable : par exemple, un score de force est un élément actionneur puisqu'il définit ce que peut faire le personnage dans le monde fictionnel — typiquement la charge qu'il peut soulever ou bien les dégât qu'il peut causer en frappant —, mais cela donne également une information sur la musculature donc sur l'apparence du personnage, cela a ainsi un caractère diégétique. Une classe de personnage implique à la fois un métier et une position sociale, c'est donc un élément diégétique ; mais cela implique également des capacités et pouvoirs, c'est donc aussi un élément actionneur. Par ailleurs, la gestion d'un élément peut changer d'un jeu à l'autre. Par exemple, la richesse ou les munitions sont une ressource dans la plupart des jeux (on comptabilise des pièces d'or ou les flèches) mais dans certains jeux, il s'agit d'un actionneur : on effectue un jet de dés pour savoir si le personnage est en mesure d'acheter un bien ou un service ou s'il est à court de munitions. À l'inverse, les capacités à agir sont en général des actionneurs, la réussite étant aléatoire, mais dans certains jeux il s'agit d'une ressource que l'on consomme.
Les trois catégories ont également des interactions :
- les ressources influent sur les actionneurs et les éléments diégétiques : une baisse de points de vie peut entraîner un malus aux actions, la richesse influe sur la position sociale et l'apparence du personnage ;
- les éléments diégétiques déterminent les actionneurs et les ressources : par exemple, le métier détermine un certain nombre de capacités et de jauges (endurance à la fatigue, revenus pécuniaires) ;
- les actionneurs influent sur les éléments diégétiques et les ressources : certains métiers nécessitent des capacités minimales, les jauges de santé dépendent des capacités physiques.

Les interactions entre ces catégories définissent « l'économie du jeu » (anglais : game's currency).
La feuille de personnage de jeu de rôle peut être considérée comme un portfolio d'accomplissements, un élément essentiel dans la conception de jeu. Dans le cadre de la ludification, elle sert à collecter les badges et à les interlier entre eux selon une simple logique d'ascendance (height based centrialling) comme par exemple avec les niveaux de Dungeons & Dragons, ou selon un modèle plus hétérogène de profondeur (depth) comme par exemple avec les jeux utilisant le système Basic Roleplaying.

## Historique
La première édition du premier jeu de rôle, Dungeons and Dragons, ne possédait pas de feuille de personnage. C'est le fanzine Haven Herald de Stephen Tihor du 3 mai 1975 qui proposa pour la première fois une feuille de personnage à ses lecteurs, suivi un mois plus tard de la feuille de personnage du fanzine Alarums and Excursions . 
Depuis, la quasi-totalité des jeux de rôle ont une feuille de personnage pour le joueur. Si la plupart ont la forme d'une feuille recto ou recto verso, certains jeux comme Castle Falkenstein ou Sailor Moon RPG proposent un livret complet de personnage. D'autres jeux comme Ars Magica (covenant sheet), Warhammer Fantasy RPG III (party sheet), Reign (company sheet), offrent une feuille de personnage pour le groupe de joueurs. Un jeu propose de recycler les feuilles de personnages morts en les jouant (Post mortem).

## Usages
Traditionnellement, la feuille de personnage s'utilise en écrivant dessus : valeurs, cases à cocher. Dans certains jeux, on peut corner un coin ou bien incliner la feuille pour indiquer un état particulier (par exemple blessé ou inconscient),. Les ressources peuvent figurer sous la forme de nombres, de cases à cocher mais peuvent aussi être géré en dehors de la feuilles : on peut utiliser des jetons, un dé dont on change la face visible (à l'instar du videau), un pion que l'on déplace sur une échelle ou bien un compteur de type cadran.
La feuille de personnage de jeu de rôle peut aussi être utilisée comme outil d'encadrement dans des activités de formation (par exemple: la feuille de personnage d'apprentissage pour les compétences informationnelles, ou Scholarly Character Sheet,).